# Przełęcz Latorycka
Przełęcz Latorycka, ukr. Латірський перевал, Łatirśkyj perewał) – przełęcz na terenie Ukrainy, w łańcuchu Zewnętrznych Karpat Wschodnich, w paśmie Bieszczadów Wschodnich. Wysokość – 770 m n.p.m.
Poprzednią (patrząc z zachodu na wschód) przełęczą w głównym łańcuchu Karpat jest Przełęcz Ruski Put, a kolejną – Przełęcz Werecka. 
Po zakarpackiej stronie mniej więcej spod przełęczy wypływa Latorica, zaś po stronie galicyjskiej tuż pod przełęczą płynie Stryj. Przez Przełęcz Latorycką przebiega transkarpacka droga  M-06, łącząca Mukaczewo ze Stryjem.